# Wilhelm Christian Orphal
Wilhelm Christian Orphal (* 5. Oktober 1773 in Zella; † 6. Oktober 1823 in Ohrdruf) war ein deutscher Jurist, der als Verfasser natur- und forstwissenschaftlicher Werke bekannt war.

## Leben
Wilhelm Christian Orphal stammte aus einer in Waltershausen (Sachsen-Gotha) eingebürgerten Familie und wurde am 5. Oktober 1773 in Zella St. Blasii geboren, wo sein Vater die Stelle eines herzoglichen Amtscommissars bekleidete.
Nachdem er seine Vorbildung auf dem Gymnasium in Gotha erhalten hatte, studierte er in Jena die Rechte, widmete sich aber daneben noch den Naturwissenschaften, zu denen ihn der Einfluss und das Vorbild des von 1784 bis 1801 in Schnepfenthal und Waltershausen lebenden Johann Matthäus Bechstein angeregt hatte. Nach der Rückkehr von der Hochschule ließ er sich zunächst als Hofadvokat in Zella nieder, heiratete dort und siedelte 1803 nach Ohrdruf über, wo er als Anwalt bis zu seinem Tode gewirkt hat.
Die freie Zeit, welche ihm seine Praxis übrig ließ, verwendete er zu schriftstellerischen Arbeiten in seinem Lieblingsfach. Eine der ersten, das Ornithologische Handbuch für Forstmänner und Gartenfreunde, oder Naturgeschichte aller Insecten vertilgenden Vögel Deutschlands (1805), verschaffte ihm die Auszeichnung, zum Mitglied der Societät für Forst- und Jagdkunde in Dreißigacker bei Meiningen ernannt zu werden und zudem ein Ehrengeschenk des Herzogs August von Sachsen-Gotha zu erhalten.
Neben einigen kleineren Schriften und mehreren Beiträgen im Allgemeinen Anzeiger der Deutschen veröffentlichte er u. a.:
- Die Wetterpropheten im Thierreiche, oder Musterung aller Thiere, die eine Witterungsveränderung anzeigen. 1805
- Die Jägerschule, oder kurzgefaßter, aber gründlicher Unterricht in allen Haupt-, Hülfs- und Nebenwissenschaften, worin der Jäger nach den Erfordernissen der jetzigen Zeit bewandert sein muß. 3 Bände, 1806–1808
- Musterung aller bisher mit Recht oder Unrecht für giftig gehaltenen Thiere Deutschlands. 1807
- Der Philosoph im Walde, oder freimüthige Untersuchungen über die Seelenkräfte der sogenannten vernunftlosen Thiere. 1807
- Anweisung, verschiedene Arten der Vögel zum Nisten in der Stube zu gewöhnen. 1807
- Das Nützlichste, Wissenswertheste und Unentbehrlichste aus dem weiten Gebiete der Naturgeschichte. 1. Bändchen, 1808
- Sind die Thiere bloß sinnliche Geschöpfe, oder sind sie auch mit Fähigkeiten versehen, die eine Seele bei ihnen voraussetzen? 1811

Orphal starb am 6. Oktober 1823 in Ohrdruf, einen Tag nach seinem 50. Geburtstag.